# 昆巴爾
昆巴爾是哥倫比亞的城鎮，位於該國西部，由納里尼奧省負責管轄，距離首府帕斯托120公里，面積677平方公里，海拔高度3,100米，2005年人口22,418。